# 710
710（七百十、七一〇、ななひゃくじゅう）は自然数、また整数において、709の次で711の前の数である。

## 性質
- 710は合成数であり、約数は 1, 2, 5, 10, 71, 142, 355, 710 である。
  - 約数の和は1296。
    - 約数の和が平方数になる33番目の数である。1つ前は679、次は742。
- 1/710 = 0.001408450704225352112676056338028169… (下線部は循環節で長さは35)
  - 逆数が循環小数になる数で循環節が35になる9番目の数である。1つ前は639、次は852。
- 93番目の楔数である。1つ前は705、次は715。
- 約数の和が710になる数は1個ある。(709) 約数の和1個で表せる130番目の数である。1つ前は696、次は714。
- 各位の和が8になる44番目の数である。1つ前は701、次は800。
- 異なる3つの平方数の和8通りで表せる8番目の数である。1つ前は701、次は749。(オンライン整数列大辞典の数列 A025346)

## その他 710 に関連すること
- 西暦710年
- 紀元前710年
- ISO 3166-1（JIS X 0304）国名コードの710は、南アフリカ。
- 710事故